# تحالف أحزاب المعارضة السودانية
قوى الإجماع الوطني أو تحالف احزاب المعارضة السودانية هو تكتل الأحزاب المعارضة في السودان التي تمتنع عن المشاركة في الحياة النيابية في البلاد، وتعارض توجهات النظام. تضم 17حزبا معارضا. تأسس في سبتمبر/ أيلول 2009 الذي يتزعمه فاروق أبو عيسى.

## الأحزاب
تضم 17 حزبا معارضا إضافة إلى احزاب يسارية صغيرة، كل من:
- حزب الامة بزعامة الصادق المهدي.
- الحزب الشيوعي السوداني.
- حزب المؤتمر الشعبي بزعامة حسن الترابي.
- الحركة الشعبية لتحرير السودان قطاع الشمال.